# Sage vom Flintenzauber
Die Sage vom Flintenzauber ist im Gebiet von Vaz/Obervaz im heutigen Kanton Graubünden beheimatet.

## Inhalt
In früherer Zeit trieb ein gewaltiger Wolf auf der Lenzerheide sein Unwesen. In regelmässigen Abständen riss er Schafe. An den Dorfbrunnen tat er sich gütlich und trank dort ausgiebig. Die Bauern versuchten ihn bei dieser Gelegenheit zu erschiessen, doch wenn sie abdrückten, kam aus ihren Flinten kein Feuer.
Da kam eines Tages ein Scherenschleifer aus Tirol durch die Gegend. Die Bauern klagten ihm ihren Verdruss. Der Mann gab ihnen folgenden Rat: sie sollten aus einem verfaulten Sarg ein Brett mit einem Astloch nehmen. Als der Wolf wieder zum Brunnen kam, steckten sie nun durch das Loch eine Flinte, und als sie abdrückten, gab es einen gewaltigen Knall. Doch kein Wolf ging zu Boden, sondern ein Kapuziner, der Priester des Dorfes.
Die entsetzten Bauern bemühten sich, den Mantel des Stillschweigens über das Geschehen zu breiten und den Vorfall geheim zu halten. Sie arrangierten ein Wolfsbegräbnis und legten das Tier in Menschengestalt samt Kutte in das Grab. Der Tiroler suchte das Weite und wurde nicht mehr gesehen.

## Quelle
- Katharina Hess, Romano Pedetti (Hrsg.): Die Sage vom Flintenzauber. In: Diess.: Märchenhaftes Wandern. Auf den Spuren von Bündner Sagen und Märchen. 2. Aufl. Terra Grischuna Verlag, Chur 2003, S. 48, ISBN 978-3-7298-1126-3.